# 1933年全米選手権 (テニス)
1933年 全米選手権（1933ねんぜんべいせんしゅけん）に関する記事。

## 大会の流れ
- 1881年から1967年まで、全米選手権は各部門が個別の名称を持ち、大会会場も別々のテニスクラブで開かれた。これが他の3つのテニス4大大会と大きく異なる点である。
  - 男子シングルス　名称：全米シングルス選手権（U.S. National Singles Championship）／会場：ニューヨーク市クイーンズ区フォレストヒルズ、ウエストサイド・テニスクラブ　（1924年-1977年）
  - 女子シングルス　名称：全米女子シングルス選手権（U.S. Women's National Singles Championship）／会場：フォレストヒルズ、ウエストサイド・テニスクラブ　（1921年-1977年）
  - 男子ダブルス　名称：全米ダブルス選手権（U.S. National Doubles Championship）／会場：マサチューセッツ州ボストン市、ロングウッド・クリケット・クラブ　（1917年-1933年まで）
  - 女子ダブルス　名称：全米女子ダブルス選手権（U.S. Women's National Doubles Championship）／会場：フォレストヒルズ、ウエストサイド・テニスクラブ　（1921年-1933年まで）
  - 混合ダブルス　名称：全米混合ダブルス選手権（U.S. Mixed Doubles Championship）／会場：フォレストヒルズ、ウエストサイド・テニスクラブ　（1921年-1934年まで）

## シード選手

### 男子シングルス
（アメリカ人シード選手：8名）
1. エルスワース・バインズ　（4回戦）
2. フランク・シールズ　（ベスト4）
3. ウィルマー・アリソン　（4回戦）
4. クリフォード・サッター　（ベスト8）
5. フランク・パーカー　（3回戦）
6. シドニー・ウッド　（4回戦）
7. レスター・ストーフェン　（ベスト4）
8. グレゴリー・マンジン　（ベスト8）

（外国人シード選手：8名）
1. ジャック・クロフォード　（準優勝）
2. フレッド・ペリー　（初優勝）
3. 佐藤次郎　（4回戦）
4. ハロルド・リー　（4回戦）
5. 布井良助　（4回戦）
6. ビビアン・マグラス　（4回戦）
7. 伊藤英吉　（2回戦＝初戦）
8. エイドリアン・クイスト　（ベスト8）

### 女子シングルス
（アメリカ人シード選手：8名）
1. ヘレン・ウィルス・ムーディ　（準優勝、決勝途中棄権）
2. ヘレン・ジェイコブス　（優勝、大会2連覇）
3. アリス・マーブル　（ベスト8）
4. サラ・ポールフリー　（ベスト8）
5. カロリン・バブコック　（4回戦）
6. ジョセフィン・クルイックシャンク　（ベスト8）
7. マージョリー・グラッドマン・バン・リン　（4回戦）
8. モード・レビ　（3回戦）

（外国人シード選手：7名）
1. ドロシー・ラウンド　（ベスト4）
2. ベティ・ナットール　（ベスト4）
3. メアリー・ヒーリー　（ベスト8）
4. マーガレット・スクリブン　（4回戦）
5. ジョーン・リドレー　（2回戦）
6. フレダ・ジェームズ　（4回戦）
7. ペギー・ミシェル　（4回戦）

## 大会経過

### 男子シングルス
準々決勝
- レスター・ストーフェン vs.  ブライアン・グラント　8-6, 6-4, 3-6, 7-5
- フレッド・ペリー vs.  エイドリアン・クイスト　6-4, 6-4, 6-0
- フランク・シールズ vs.  グレゴリー・マンジン　6-4, 6-4, 4-6, 6-3
- ジャック・クロフォード vs.  クリフォード・サッター　6-3, 6-4, 6-4

準決勝
- フレッド・ペリー vs.  レスター・ストーフェン　6-3, 6-2, 6-2
- ジャック・クロフォード vs.  フランク・シールズ　7-5, 6-4, 6-3

### 女子シングルス
準々決勝
- ヘレン・ウィルス・ムーディ vs.  メアリー・ヒーリー　6-0, 6-2
- ベティ・ナットール vs.  アリス・マーブル　6-8, 6-0, 6-2
- ヘレン・ジェイコブス vs.  ジョセフィン・クルイックシャンク　11-9, 6-4
- ドロシー・ラウンド vs.  サラ・ポールフリー　6-4, 9-7

準決勝
- ヘレン・ウィルス・ムーディ vs.  ベティ・ナットール　2-6, 6-3, 6-2
- ヘレン・ジェイコブス vs.  ドロシー・ラウンド　6-4, 5-7, 6-2

## 決勝戦の結果
- 男子シングルス： フレッド・ペリー vs.  ジャック・クロフォード　6-3, 11-13, 4-6, 6-0, 6-1
- 女子シングルス： ヘレン・ジェイコブス vs.  ヘレン・ウィルス・ムーディ　8-6, 3-6, 3-0 （途中棄権）
- 男子ダブルス： ジョージ・ロット＆ レスター・ストーフェン vs.  フランク・シールズ＆ フランク・パーカー　11-13, 9-7, 9-7, 6-3
- 女子ダブルス： ベティ・ナットール＆ フレダ・ジェームズ vs.  ヘレン・ウィルス・ムーディ＆ エリザベス・ライアン　不戦勝
- 混合ダブルス： エルスワース・バインズ＆ エリザベス・ライアン vs.  ジョージ・ロット＆ サラ・ポールフリー　11-9, 6-1